# Reserva municipal Ramallo
La reserva municipal Ramallo es un área protegida situada en el partido de Ramallo, en el extremo norte de la provincia de Buenos Aires, centro-este de la Argentina, a unos 200 km al noroeste de la ciudad de Buenos Aires. El área natural es de administración municipal, y protege ambientes característicos del delta medio del río Paraná y el borde continental bonaerense. En los sectores moldeados por las periódicas crecidas del río, se encuentran bosques ribereños higrófilos, así como pajonales y arbustales inundables. En el talud barrancoso se desarrolla el bosque del talar de barranca, el cual es marginado en la terraza alta por una porción de vegetación característica de la estepa pampeana. Entre su biodiversidad, destacan las aves, de las que fueron registradas alrededor de 250 especies. Es utilizada como una herramienta de educación ambiental, recibiendo asimismo la visita de científicos, estudiantes, turistas, observadores de aves, etc.

## Ubicación, historia y características generales
Situación
La reserva municipal Ramallo comprende una superficie de 16 hectáreas situadas en el extremo septentrional de la provincia de Buenos Aires, sobre la margen derecha del río Paraná inferior, a 8 km al norte del centro de la ciudad de Ramallo (6,5 km en línea recta), en el sector norte del partido homónimo. Se encuentra localizada en las coordenadas: 33°26′45.69″S 60°03′19.98″O / -33.4460250, -60.0555500. Las costas del área bajo protección se ubican a 1100 metros de la ribera de la isla más próxima (ya en la margen izquierda del cauce principal del Paraná) la cual pertenece a la provincia de Entre Ríos.
Historia
Esta unidad de conservación biológica fue creada por la municipalidad ramallense el 31 de octubre de 1991 por medio de la ordenanza N° 00952/91, sobre la base de estudios previos de miembros de la asociación “Aves Argentinas” y la recomendación de la entidad gubernamental “Administración de Parques Nacionales”.
Geología, paleontología y arqueología
La base de la barranca de la reserva coincide con la inversión paleomagnética Brunhes-Matuyama, la cual, según correlación estratigráfica establecida sobre la base de estudios paleomagnéticos, fue fechada con una edad de 730 000 años.
En la propia barranca del área protegida fueron localizados restos que la indican como portadora de afloramientos fosilíferos.
En el sector de la terraza alta de la reserva fueron efectuados hallazgos arqueológicos consistentes en fragmentos lisos de cerámica cocida.
Clima
En la clasificación de Papadakis, al clima del área se lo incluye en el pampeano subtropical, gracias a la acción morigeradora del río Paraná con aguas provenientes de latitudes intertropicales, a las que se suman las del golfo creado en su lado norte. La temperatura anual promedio es de 17,2 °C, y las precipitaciones anuales totalizan más de 1100 mm, y están repartidas especialmente entre los meses cálidos. En invierno suelen presentarse moderadas heladas.

## Patrimonio biológico
Por su estratégica posición septentrional con respecto a la geografía bonaerense, presenta una diversidad especial, gracias a la mayor proximidad con los centros de diversidad biológica del Paraná Medio y de los bosques mesopotámicos y chaqueños.
Ecorregiones
Ecorregionalmente su superficie emergida pertenece a tres ecorregiones terrestres: el pequeño sector de pastizales sobre la terraza se incluye en la pampas húmedas; el sector de la barranca está cubierto por un relicto del talar bonaerense, el cual se adscribe al espinal; finalmente, el sector de bajíos ribereños es propio de la del delta e islas del río Paraná.
Las aguas del río Paraná y los esteros de los bajíos se insertan en la ecorregión de agua dulce Paraná inferior.
Fauna

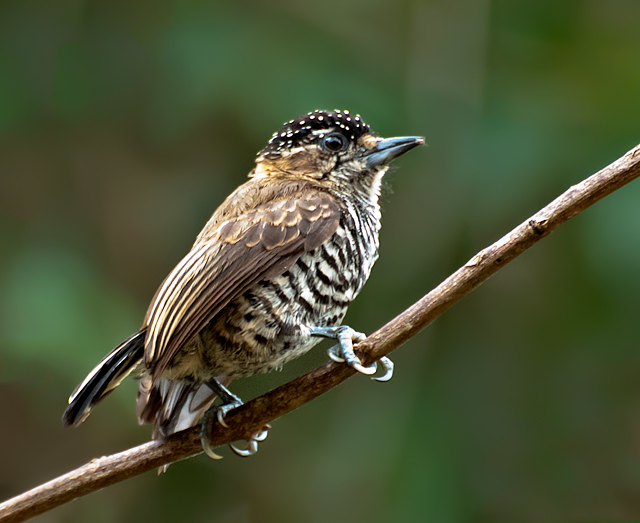
El carpinterito común es una de las especies de aves avistadas en los humedales de esta reserva.

Al posicionarse a una menor latitud que casi todo el resto de la provincia, presenta una biodiversidad relevante, al poseer elementos de flora y especialmente faunísticos que son más raros o están ausentes en las áreas protegidas situadas río abajo. Entre el elenco protegido destacan las aves, de las que fueron registradas alrededor de 250 especies. En la reserva nidifican muchas especies características de la Mesopotamia, entre las que se encuentran: el carpinterito común, la mosqueta ojo dorado, la torcacita colorada, el piojito silbón, el pepitero verdoso, la tijerilla, el espinero grande, etc. Otras especies destacadas que alcanzan el litoral ramallense incluyen al carpintero del cardón, al suirirí boreal, a la viudita cabeciblanca, etc.
También presenta numerosos mamíferos, peces, anfibios y reptiles. Entre sus insectos destacan las mariposas.
Flora
En los bajos se encuentran bosques mixtos integrados por sauces criollos y alisos de río, a los que se suman  ceibos y curupíes, siendo esta vegetación característica del delta medio del río Paraná, perteneciente al distrito fitogeográfico de las selvas mixtas de la provincia fitogeográfica paranaense. Otras comunidades edáficas e hidrófilas se presentan en los bañados y esteros situados entre el bosque higrófilo y el pie de barranca, donde se encuentran juncales, cataisales, duraznillares, peguajozales, etc.
En la barranca se presentan bosques con talas, ombúes, molles y espinillos, junto a una densa y variada diversidad de arbustos, como el cedrón del monte y la barba de chivo. Allí abundan las cárcavas, las que poseen paredes sombradas y húmedas, posibilitando la presencia de variadas especies de helechos, algunas son raras —como: Thelypteris hispidula— o amenazadas —como Adiantum raddianum, Asplenium sellovianum y Doryopteris concolor—.
Esta vegetación es la característica del subdistrito fitogeográfico del tala del distrito fitogeográfico del algarrobo, correspondiente a la provincia fitogeográfica del espinal. Estos bosques, en razón de la alteración y destrucción de la región perpetrada por el desarrollo humano, se han vuelto una rareza en el nordeste bonaerense.
En las pequeñas áreas abiertas de la terraza superior se presentan los restos del pastizal pampeano perteneciente al distrito fitogeográfico pampeano oriental, correspondiente a la provincia fitogeográfica pampeana. Allí dominan las plantas herbáceas, en especial las gramíneas. La comunidad característica se denomina flechillar, se encuentra alterada por la ganadería, y mayormente destruida totalmente por la agricultura. En ese sector destaca la abundancia de las arbustivas chilcas (Baccharis punctulata) y la presencia de otro arbusto del mismo género y característico del norte provincial: Baccharis dracunculifolia.

## Amenazas
El valor conservacionista del predio se ve amenazado por la lenta invasión de especies exóticas, por ejemplo las de origen chino como la mora blanca, la morera de papel y el ligustro, u otras de origen estadounidense como la acacia negra. De no mediar una intervención de control, todas estas especies lograrían desarrollar neoecosistemas muy estables, pero a la vez biológicamente muy pobres. 
El mantener una superficie agreste extensa y en buen estado es indispensable para la eficaz conservación de los entramados ecosistémicos que forman la interacción de sus componentes naturales. En el caso de la reserva Ramallo, representan factores de vulnerabilidad el pequeño tamaño y su insularización, los que pueden terminar generando una erosión o empobrecimiento de su patrimonio natural, lo cual puede ser atenuado protegiéndose también sectores costeros y de barranca situados en sus inmediaciones, conformando de este modo un corredor biológico compuesto por un rosario de áreas de conservación.
El remanente florístico original perdió un sector del bosque de barranca con chañares y de los bajos ribereños cuando maquinarias de la municipalidad ramallense construyeron una bajada vehicular y playón de 1,5 m de altura compuesto por arenas limosas y toscas, el cual cubrió cerca de 3 ha de humedales. Su utilidad es la de contener, dentro del área bajo protección, las descargas del dragado que el lindante astillero “Talleres Martins” efectúa en el golfo donde opera. El camino se continúa hasta la costa del río, posibilitando a los visitantes recorrer, partiendo desde la cresta barrancosa, parte de la reserva por sobre dicho sendero.
Esta empresa también ha extraído tosca de la barranca de la reserva y ha depositado escombros dentro del área protegida.
La infraestructura insuficiente y la escasa vigilancia facilitan el accionar de personas que, de manera directa o indirecta, dañan las especies silvestres, por ejemplo cazadores de pájaros, colectores de madera y leña, gente acompañada de perros sueltos, pescadores que hacen fuego en la base de los sauces, arrojan basura, realizan tránsito libre que afecta a la vegetación más sensible, etc.

## Visitas a la reserva
La reserva puede ser visitada de manera libre y gratuita. Es ideal para paseos recreativos, o para avistar aves, plantas, insectos, y naturaleza en general. Desde los senderos, el visitante puede observar un variado conjunto de especies de animales y vegetales nativos del nordeste bonaerense. Se hacen visitas guiadas de interpretación ambiental para público en general y para contingentes de escolares, sirviendo el predio de escenario viviente para complementar a los educadores la enseñanza de biología o ciencias naturales, actuando como un aula a cielo abierto, además de promover en los jóvenes una toma de conciencia sobre la problemática medioambiental al acercarlos a la naturaleza silvestre. 
Al ser también una reserva natural urbana, entre sus roles principales se encuentran la educación, la conservación de los recursos biológicos, la investigación científica, la participación de la ciudadanía y, por último, el esparcimiento de la población.
Infraestructura
Posee escasa infraestructura. Un sendero principal baja la barranca y la bordea por el norte, terminando en un sector frente a las aguas abiertas del Paraná. Senderos menores recorren el bosque de sauces y otro el ondulante pedemonte de la barranca. 
Acceso
A la reserva se llega tanto desde el norte (San Nicolás de los Arroyos) como desde el sur, pasando por Villa Ramallo o por la ciudad de Ramallo, en este último caso se debe recorrer la avenida General Savio hacia el noroeste. Se accede mediante el denominado “Camino de la costa” o “Ruta Provincial secundaria 098-06”, trazado asfaltado que corre paralelo al río Paraná y es anterior al trazado de la actual Ruta Nacional 9. Desde el camino de la costa parte un rectilíneo desvío de tierra hacia el río de 1100 metros de longitud, el cual termina en el portón de ingreso a los “Talleres Martins” los que forman el límite norte de la reserva) y en la entrada al área protegida. 
Desde la ciudad de Buenos Aires, mediante automóvil, se llega circulando por la autopista Panamericana. Se deja dicha carretera en el kilómetro 204,5 al tomar la ruta de acceso a la ciudad de Ramallo, doblando hacia la derecha para pasar a transitar por la Ruta Provincial 51, la cual se recorre hasta llegar a la avenida General Savio, doblando hacia la izquierda por esta. 